# Planaeschna tamdaoensis
Planaeschna tamdaoensis är en trollsländeart som beskrevs av Syoziro Asahina 1996. Planaeschna tamdaoensis ingår i släktet Planaeschna och familjen mosaiktrollsländor. IUCN kategoriserar arten globalt som otillräckligt studerad. Inga underarter finns listade i Catalogue of Life.